# مارکوس بتینلی
مارکوس بتینلی (انگلیسی: Marcus Bettinelli؛ زادهٔ ۲۴ مهٔ ۱۹۹۲) بازیکن فوتبال اهل انگلیس است که برای باشگاه فوتبال منچسترسیتی بازی می‌کند.

## افتخارات
فولام
- EFL Championship play-offs: 2018,[۶] ۲۰۲۰[۷]

چلسی
- لیگ کنفرانس اروپا: ۲۰۲۴–۲۵
- جام جهانی باشگاه‌ها: ۲۰۲۱[۸]
- جام اتحادیه باشگاه‌های انگلستان نایب قهرمان: ۲۰۲۳–۲۴[۹]